# Thionia omani
Thionia omani är en insektsart som beskrevs av Doering 1939. Thionia omani ingår i släktet Thionia och familjen sköldstritar. Inga underarter finns listade i Catalogue of Life.